# Enter the Matrix
Enter the Matrix ist ein Computerspiel, das von Shiny Entertainment entwickelt wurde. Der Handlungsrahmen ist die Welt aus den Matrix-Filmen. Das Spiel erschien für PC, PlayStation 2, GameCube und Xbox fast gleichzeitig mit der Kurzfilmsammlung Animatrix. Es ist das Verbindungsstück zwischen Matrix Reloaded und Matrix Revolutions und erzählt manche in ersterem ausgelassene Handlungssequenzen.

## Spielprinzip
In Enter the Matrix ist es zum ersten Mal möglich, in die Handlung der Matrix einzugreifen und dabei ähnliche Manöver wie in den Filmen zu vollführen. Allerdings spielt man hier nicht Neo, die Hauptfigur aus den Filmen. Dies ist erst im Nachfolger The Matrix: Path of Neo möglich. In diesem Spiel steuert man die Nebencharaktere Niobe und Ghost. So kann man das Geschehen aus den Filmen aus einer anderen Perspektive erleben und zusätzliche Hintergrundinformationen entdecken. Zum vollständigen Durchspielen ist es nötig, das Spiel mit beiden Charakteren zu absolvieren, wobei zahlreiche Passagen bis auf die vertauschten Rollen keine oder nur geringe Unterschiede aufweisen.
Als Actionspiel stellt Enter the Matrix vornehmlich kämpferische Mittel in den Vordergrund. So ermöglicht das Kampfsystem dem Spieler, Gegner mit einer Vielzahl an Nah- und Fernkampftechniken zu besiegen. Hierfür stehen neben einem umfangreichen Waffenarsenal verschiedene Tritte, Schläge und Griffe zur Verfügung. Außerdem ist es möglich, den Gegner zu entwaffnen und so in den Nahkampf zu zwingen. Die entsprechenden Animationen sehen aufgrund des angewandten Motion-Capture-Verfahrens den Bewegungen der Originalschauspieler ähnlich. Hinzu kommt die filmtypische Zeitverlangsamung (siehe auch Zeitlupe und Bullet Time), die im Spiel Focus genannt wird. Im Verlauf wird diese immer mächtiger, da sie erlaubt, Angriffen jeder Art einfacher auszuweichen und matrix-typische Kunststücke, zum Beispiel an Wänden entlanglaufen, auszuführen.
Als Bonus ermöglicht das Spiel, durch Hacken unter anderem Bilder, Videos und zusätzliche Waffen freizuschalten. Hierzu muss der Spieler in einer textbasierten Kommandozeilen-Oberfläche mittels einer Reihe von Befehlen und einiger grundlegender EDV-Kenntnisse Dateien und Verzeichnisse freischalten und kleinere Rätsel lösen.

## Entwicklung
Die Zwischensequenzen wurden eigens von den Wachowski-Geschwistern für das Spiel geschrieben und mit den Original-Filmschauspielern wie Keanu Reeves, Carrie-Anne Moss und Monica Bellucci gedreht. Auch die Musik, die an die der Filme angelehnt wurde, trug ihren Teil zur Atmosphäre bei.

## Rezeption
Das Spiel wurde ein großer kommerzieller Erfolg. Allerdings erhielt es nicht zuletzt aufgrund seiner zahlreichen Programmfehler vergleichsweise schlechte Bewertungen. Die Hintergrundgeschichte werde nur fragmentweise präsentiert: Einstieg und Ende seien besonders schwach. Grafisch präsentierte sich das Spiel durchwachsen und detailarm. Dabei war Enter the Matrix schlecht optimiert und stellte oft mehr Polygone dar, als die Performance es zuließ. Die zahlreichen kleinen Schwächen, die problemlos hätten behoben werden können, offenbaren den Termindruck, unter dem die Entwickler standen.